# Horgau

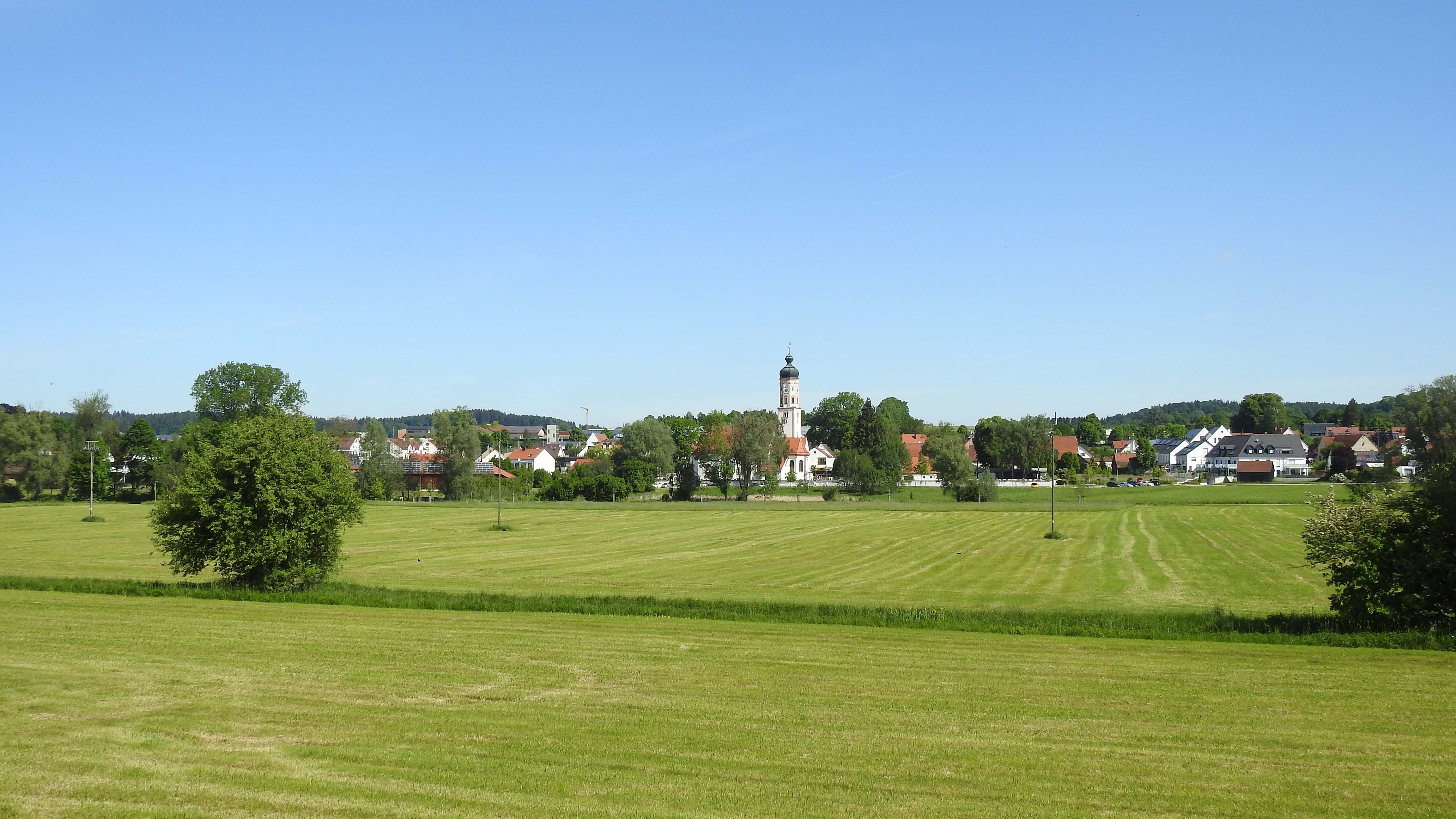
Horgau von Süden

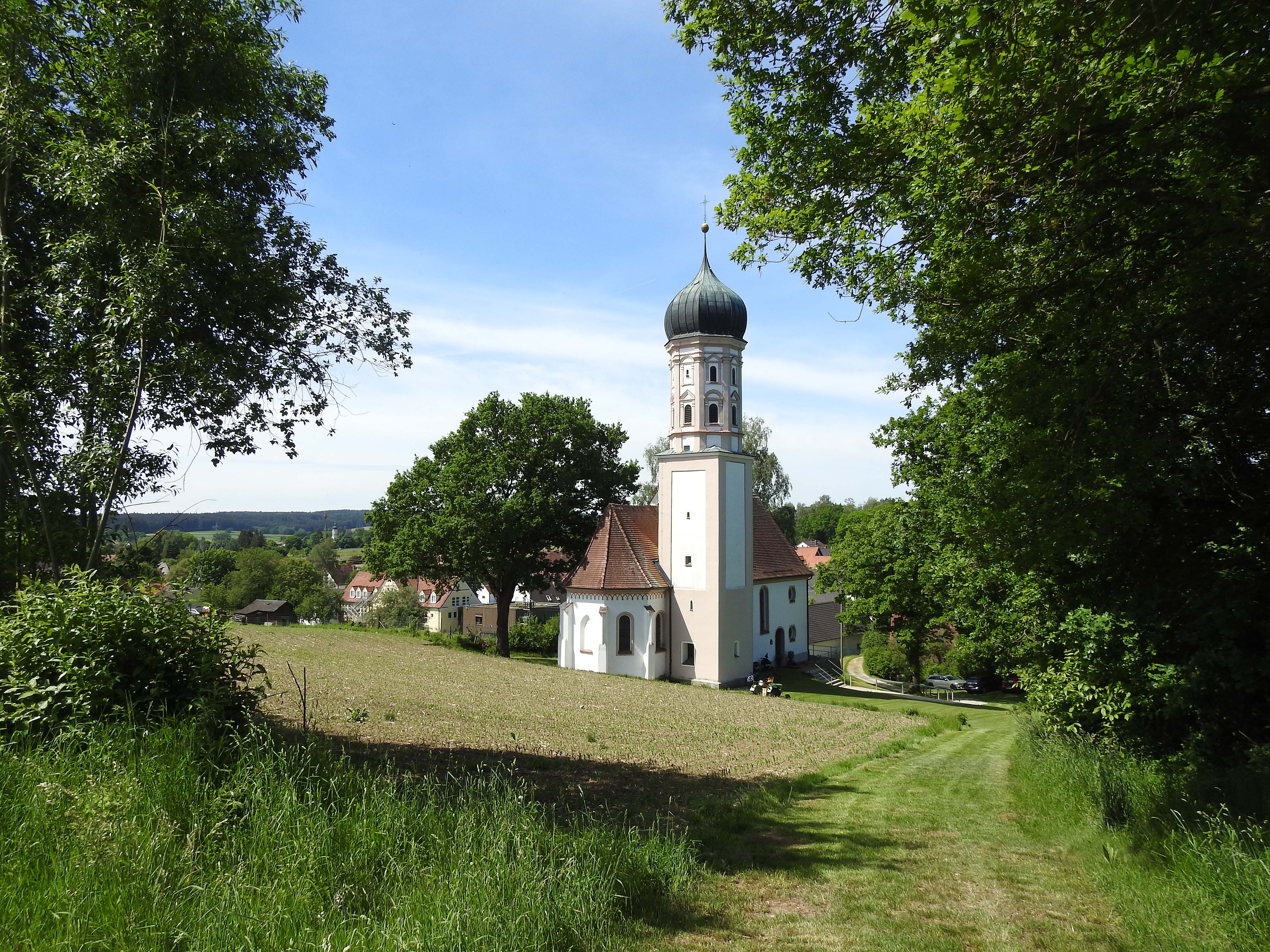
Kirche St. Maria Magdalena in Horgauergreut

Horgau ist eine Gemeinde im schwäbischen Landkreis Augsburg in Bayern.

## Geografie

### Geografische Lage
Horgau liegt im Naturpark Augsburg – Westliche Wälder, ca. 17 km westlich von Augsburg. Durch Horgau fließt die Roth, die danach den Rothsee quert und nach Zusmarshausen in die Zusam mündet.

### Gemarkungen und Gemeindeteile
Die Gemeinde besteht aus 3 Gemarkungen und hat 8 Gemeindeteile:
- Hauptort, Pfarrdorf und Gemarkung Horgau mit dem Kirchdorf Bieselbach, den Weilern Herpfenried und Schäfstoß und der Einöde Ziegelhauserhof
- Kirchdorf und Gemarkung Auerbach mit dem Weiler Lindgraben
- Kirchdorf und Gemarkung Horgauergreut

## Geschichte

### Bis zur Gemeindegründung
Im Gemeindebereich wurden ca. 5000 Jahre alte Werkzeuge wie Stichel, Klingen und Pfeilspitzen gefunden, bei weiteren Ausgrabungen fand man ca. 3000 Jahre alte Bronzegegenstände. Aus der Zeit der Kelten sind noch Grabhügel zu finden.
König Otto I. soll in der Nacht vom 9. zum 10. August des Jahres 955 sein letztes Marschlager in der Horgauer Gegend aufgeschlagen haben, bevor er mit seinem Heer zur entscheidenden Schlacht gegen die Ungarn, der berühmten Lechfeldschlacht, nach Augsburg weiter zog.
Einige Überlieferungen lassen darauf schließen, dass es seit dem 8. Jahrhundert im Bereich Horgau Siedlungen gibt. Erste urkundliche Erwähnungen von Gütern in Horgau gibt es seit 1126.
Am 26. Februar 1462 zerstörten Augsburger Soldaten die Orte Horgau und Horgauergreut. Der Grund: Horgauergreut gehörte damals dem Augsburger Bürger Hans Nördlinger. Der aber stand auf der Seite des Herzogs Ludwig von Bayern, gegen den die Augsburger gerade zu Felde zogen. So wurden beide Dörfer ein Opfer der kämpferischen Augsburger.
Im Sommer 1632, während des Dreißigjährigen Krieges, wurde der katholische Pfarrer Martin Maxilla bei einem Überfall von Schweden erschlagen.
Traurige Berühmtheit erlangte Horgau durch den 17. Mai 1648. An diesem Tag kam es zuerst in Herpfenried und dann an einer Straße östlich von Horgau zu letzten Rückzugsgefechten des Dreißigjährigen Krieges. General Peter Melander Graf von Holzapfel, der mit den Kaiserlichen Truppen vor den Schweden und Franzosen floh, konnte Zusmarshausen noch in Richtung Augsburg verlassen. In Horgau wurde er gegen 12 Uhr tödlich verwundet. Er wurde nach Augsburg transportiert. 2000 kaiserliche Soldaten fanden den Tod. Im Horgauer Hauptaltarbild ist ein Gemälde mit brennenden Gebäuden aus dieser Zeit zu sehen – wohl als Mahnung zum Frieden.
Ende des 17., Anfang des 18. Jahrhunderts wurden im Horgauer Gemeindegebiet mehrere Barockkirchen und -kapellen errichtet, welche am 11. Oktober 1735 eingeweiht wurden.
In den Jahren 1771/72 herrschte in Horgau eine fürchterliche Seuche, eine Art Lungenpest, die sehr viele Opfer forderte. Die Gemeinde Horgau entstand mit dem Gemeindeedikt von 1818.

### 20. Jahrhundert
Seit 5. Dezember 1903 bestand in Horgau eine Zwischenstation der Bahnstrecke Augsburg–Welden, die bis 1986 im Personen- und Güterverkehr betrieben wurde. Heute befindet sich ein Radweg auf der Bahntrasse.
1862 bis 1929 gehörte Horgau zum Bezirksamt Zusmarshausen und ab 1929 zum Bezirksamt Augsburg, das ab 1939 als Landkreis Augsburg bezeichnet wurde.
Wie in vielen Dörfern im Bereich um Augsburg befand sich auch in Horgau gegen Ende des 2. Weltkriegs eine Außenstelle des Konzentrationslagers Dachau, in der Häftlinge für die Reichsbahn und die Messerschmittwerke arbeiteten.

### Eingemeindungen
Die Gemeinde Horgau wurde am 1. Januar 1971 um Horgauergreut und am 1. Juli 1972 um Auerbach erweitert. Am 1. Mai 1978 wurde sie im Zuge der Gebietsreform aufgelöst und nach Zusmarshausen eingemeindet.
Nach jahrelangem Widerstand der Bevölkerung wurde Horgau durch das Urteil des Bayerischen Verfassungsgerichtshofes am 27. Oktober 1983 wieder eine selbständige Gemeinde. Der neu gewählte Gemeinderat nahm am 1. Mai 1984 seine Arbeit auf.

### Einwohner- und Gemeindeentwicklung
Stand jeweils nach Volkszählungsergebnis vom
1. Dezember 1875
| Gemeinde gesamt | Gemeindeteil | Einwohner | Wohngebäude | Fläche (ha) |
| --------------- | ------------ | --------- | ----------- | ----------- |
| Horgau          | ---          | 582       | 121         | ---         |
| ---             | Horgau       | 407       | ---         | ---         |
| ---             | Bieselbach   | 94        | ---         | ---         |
| ---             | Herpfenried  | 50        | ---         | ---         |
| ---             | Schäfstoß    | 31        | ---         | ---         |
| Auerbach        | ---          | 262       | 53          | ---         |
| ---             | Auerbach     | 242       | ---         | ---         |
| ---             | Lindgraben   | 20        | ---         | ---         |
| Horgauergreuth  | ---          | 320       | 67          | ---         |
| Summe           | ---          | 1164      | 241         | ---         |

1. Dezember 1900
| Gemeinde gesamt | Gemeindeteil | Einwohner | Wohngebäude | Fläche (ha) |
| --------------- | ------------ | --------- | ----------- | ----------- |
| Horgau          | ---          | 540       | 117         | 1043,94     |
| ---             | Horgau       | 380       | 86          | ---         |
| ---             | Bieselbach   | 90        | 21          | ---         |
| ---             | Herpfenried  | 43        | 7           | ---         |
| ---             | Schäfstoß    | 27        | 3           | ---         |
| Auerbach        | ---          | 271       | 50          | 451,88      |
| ---             | Auerbach     | 253       | 48          | ---         |
| ---             | Lindgraben   | 18        | 2           | ---         |
| Horgauergreuth  | ---          | 293       | 63          | 373,77      |
| Summe           | ---          | 1104      | 230         | 1869,59     |

25. Juni 1925
| Gemeinde gesamt | Gemeindeteil | Einwohner | Wohngebäude | Fläche (ha) |
| --------------- | ------------ | --------- | ----------- | ----------- |
| Horgau          | ---          | 579       | 118         | 1044,11     |
| ---             | Horgau       | 410       | 88          | ---         |
| ---             | Bieselbach   | 121       | 21          | ---         |
| ---             | Herpfenried  | 26        | 6           | ---         |
| ---             | Schäfstoß    | 22        | 3           | ---         |
| Auerbach        | ---          | 259       | 47          | 451,88      |
| ---             | Auerbach     | 243       | 45          | ---         |
| ---             | Lindgraben   | 16        | 2           | ---         |
| Horgauergreuth  | ---          | 325       | 65          | 373,60      |
| Summe           | ---          | 1163      | 230         | 1869,59     |

13. September 1950
| Gemeinde gesamt | Gemeindeteil | Einwohner | Wohngebäude | Fläche (ha) |
| --------------- | ------------ | --------- | ----------- | ----------- |
| Horgau          | ---          | 805       | 127         | 1044,12     |
| ---             | Horgau       | 613       | 99          | ---         |
| ---             | Bieselbach   | 123       | 18          | ---         |
| ---             | Herpfenried  | 33        | 7           | ---         |
| ---             | Schäfstoß    | 36        | 3           | ---         |
| Auerbach        | ---          | 382       | 59          | 451,89      |
| ---             | Auerbach     | 352       | 55          | ---         |
| ---             | Lindgraben   | 30        | 4           | ---         |
| Horgauergreuth  | ---          | 513       | 75          | 373,58      |
| Summe           | ---          | 1700      | 261         | 1869,59     |

6. Juni 1961
| Gemeinde gesamt | Gemeindeteil | Einwohner | Wohngebäude | Fläche (ha) |
| --------------- | ------------ | --------- | ----------- | ----------- |
| Horgau          | ---          | 717       | 140         | 1044,30     |
| ---             | Horgau       | 552       | 111         | ---         |
| ---             | Bieselbach   | 112       | 19          | ---         |
| ---             | Herpfenried  | 35        | 7           | ---         |
| ---             | Schäfstoß    | 18        | 3           | ---         |
| Auerbach        | ---          | 306       | 63          | 450,12      |
| ---             | Auerbach     | 286       | 59          | ---         |
| ---             | Lindgraben   | 20        | 4           | ---         |
| Horgauergreuth  | ---          | 460       | 96          | 364,49      |
| Summe           | ---          | 1483      | 299         | 1858,91     |

27. Mai 1970 (Gebietsstand bereits inklusive der am 1. Januar 1971 und 1. Juli 1972 erfolgten Eingemeindungen)
| Gemeinde gesamt | Gemeindeteil    | Einwohner |
| --------------- | --------------- | --------- |
| Horgau          | ---             | 1591      |
| ---             | Horgau          | 597       |
| ---             | Bieselbach      | 110       |
| ---             | Herpfenried     | 21        |
| ---             | Schäfstoß       | 9         |
| ---             | Ziegelhauserhof | 5         |
| ---             | Auerbach        | 306       |
| ---             | Lindgraben      | 18        |
| ---             | Horgauergreuth  | 525       |

Zwischen 1988 und 2018 wuchs die Gemeinde von 2034 auf 2834 um 800 Einwohner bzw. um 39,3 %.

## Politik

### Gemeinderat
Sitzverteilung im 14-köpfigen Gemeinderat (Stand Kommunalwahlen in Bayern 2020):
| Bürgerverein Rothtal | CSU     | Freie Wähler | Bündnis Umwelt | SPD    |
| -------------------- | ------- | ------------ | -------------- | ------ |
| 5 Sitze              | 3 Sitze | 3 Sitze      | 2 Sitze        | 1 Sitz |

### Bürgermeister
Seit 2002 ist Thomas Hafner hauptamtlicher Erster Bürgermeister; dieser wurde am 15. März 2020 mit 84,8 % der Stimmen für weitere sechs Jahre gewählt. Vorgänger war Franz Fischer, dessen Vorgänger Walter Michale (alle Bürgerverein Rothtal).

### Wappen
| Wappen von Horgau | Blasonierung: „Gespalten, vorne in Silber, auf grünem Boden zwei grüne Schilfrohrstängel mit schwarzem Kolben, hinten in Blau zwei silberne, mit silbernen Rosen besteckte Spitzen.“ |
| Wappen von Horgau | Wappenbegründung: Das Wappen enthält Sinnbilder, die teils auf den Namen, teils auf die Geschichte des Ortes hinweisen. Der Name Horgau wird vom althochdeutschen Wort „horo“, „Horaw“ gleich Morast, Sumpfboden, abgeleitet; als Sinnbild für diese Deutung fand der Rohrkolben im Gemeindewappen Aufnahme. Vom Ausgang des 15. Jahrhunderts war ein Zweig des Geschlechtes der Augsburger Patrizier von Rehlingen als Grundherrschaft mit Horgau und mit dem zur Gemeinde gehörigen Pfarrdorf Bieselbach verbunden und nannte sich nach seinen Besitzungen „von Horau und Radau“. Ein Grabmal in der Horgauer Pfarrkirche und Malereien an dem kunstgeschichtlich wertvollen Bieselbacher Schnitzaltar halten die Erinnerung an dieses Geschlecht wach, das in Blau zwei rosenbesteckte silberne Spitzen in ihrem Stammwappen führte; diese silbernen Spitzen dokumentieren im Gemeindewappen die langjährigen engen Beziehungen der Gemeinde zum alten Ortsadel. Dieses Wappen wird seit 1952 geführt. |

### Gemeindepartnerschaften
Im Jahre 1990 wurde eine Partnerschaft mit der Gemeinde Bundenthal eingegangen. Beide Gemeinden hatten durch die Gebietsreform des jeweiligen Landes ähnliches erlebt. Während des Kampfes um die Wiedererlangung der Selbständigkeit der Gemeinden entstanden viele Kontakte zwischen Bürgern und Vereinen. Im Neubaugebiet „Nördlich der Bahnhofstraße“ trägt eine der beiden Straßen die Bezeichnung „Bundenthaler Weg“.

## Bau- und Bodendenkmäler

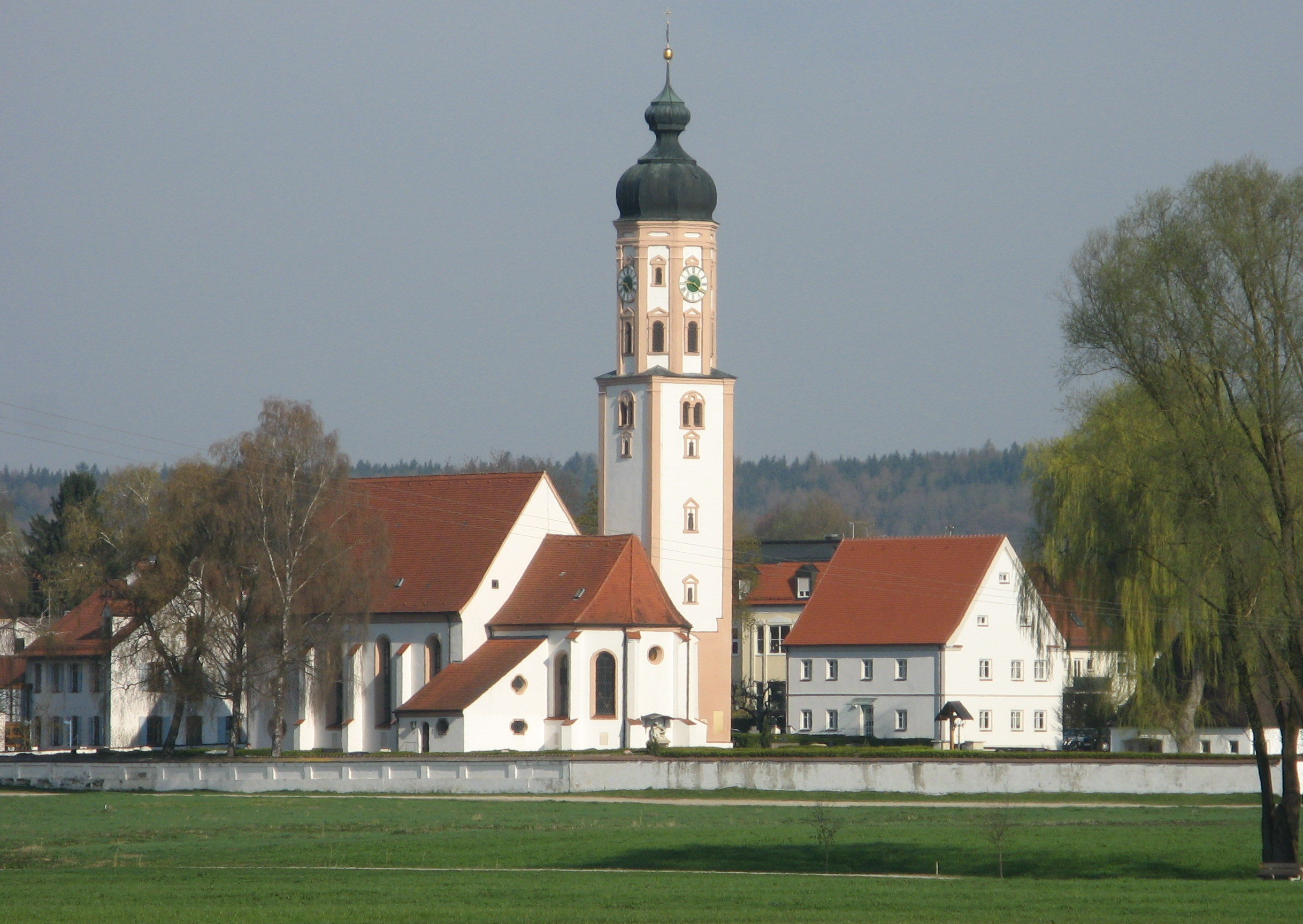
Pfarrkirche St. Martin; rechts das Rathaus im ehemaligen Pfarrhaus

- Katholische Pfarrkirche St. Martin: Der Chor stammt aus der 2. Hälfte des 15. Jahrhunderts. Der Turm wurde um 1620, das Langhaus um 1675/80 erbaut. Es wurde 1715/20 verlängert. Eine Bronzefigur der Mutter Gottes wurde um 1850 hergestellt.
- Bieselbacher Altar: Er ist in der im Ortsteil Bieselbach ca. 1747 erbauten Franz-Xaver-Kapelle untergebracht. Der Altar wurde im Jahr 1510 vom Ulmer Bildhauer Daniel Mauch geschnitzt. Er zeigt auf dem mittleren Bild die Heilige Sippe, also Maria, die heilige Anna, St. Josef und im Hintergrund die drei Gatten der heiligen Anna, nämlich Joachim, Kleophas und Salomas. In der Predella ist die Figur von Davids Vater Jesse 1756 zum heiligen Franz Xaver umgearbeitet worden. Daraus wird geschlossen, dass dieser Altar um diese Zeit aus der Rehlinger Schlosskapelle in Horgau nach Bieselbach kam.
- Hallstattzeitliches Grabhügelfeld: Im Horgauer Becken gibt es mehrere Gruppen von Grabhügeln (über 70 Bestattungshügel). Es handelt sich dabei um Friedhöfe (Nekropolen) aus der Hallstattzeit (750–450 v. Chr.). Die Hügelgräber sind stille Zeugen eines sehr alten Brauches. Die Toten wurden mit den Grabbeigaben in hölzernen Grabkammern beigesetzt, die man mit Erde überdeckte, bis ein Hügel entstand. Im schützenden Wald beim Horgauer Bahnhof sind die Grabhügel gut erhalten.

## Wirtschaft und Infrastruktur

### Öffentliche Einrichtungen
Horgau verfügt seit Januar 2009 über eine ehrenamtlich organisierte Bücherei in kommunaler Trägerschaft. Diese organisiert auch andere kulturelle Veranstaltungen.

### Bildung
Es besteht eine teilweise zweizügige Grundschule, ein Kindergarten mit Krippe sowie eine Mittagsbetreuung. Die Grundschule ist eine Partnerschule der Lechwerke AG. Die Volkshochschule Augsburger Land e. V. bietet Kurse zur Erwachsenenbildung an. Musikalische Bildungsangebote organisiert die Sing- und Musikschule Zusmarshausen-Horgau.

### Verkehr
Horgau liegt an der Staatsstraße 2510 (ehemals Bundesstraße 10) und in der Nähe der Bundesautobahn 8 zwischen den Anschlussstellen Zusmarshausen und Adelsried.
Der Bahnhof Horgau lag an der heute stillgelegten Bahnstrecke Neusäß–Welden und diente u. a. als Anschluss für das KZ-Außenlager Horgau.